# مزرعة حسين أباد (بهمن)
مزرعة حسين أباد (بالفارسية: مزرعه حسین اباد) هي منطقة سكنية تقع في إيران في البلدة المركزية.